# 성쉬
성쉬(成倅, ? ~ 260년)는 중국 삼국 시대 위나라의 장수이다.

## 생애
258년, 편장으로서 제갈탄(諸葛誕)의 의거를 진압하는데 참여해 사마소(司馬昭)의 명으로 귀중품을 흩어놓아 오군을 혼란에 빠뜨렸다.
260년, 조모가 사마소를 토벌할 때 동생 성제(成濟)와 함께 가충을 따라 황제에 맞서 싸웠다. 성제가 조모를 죽이자 분노하여 뒤에서 성제를 죽이려고 한 초백을 뒤에서 살해했다. 사태가 수습되자 사마소는 가충(賈充)을 죽이라는 진태(陳泰)의 진언을 듣지 않고 성쉬 형제에게 역적죄를 뒤집어씌웠고, 성제는 지붕 위에 올라가서 항거하다 살해당했으며, 성쉬는 병사들에게 붙잡혀 참수 당하고 만다.

## 삼국지연의에서의 성쉬
성제의 동생으로 등장하며, 지위는 편장으로 바뀌었다.

## 가계

### 관련 인물
성제